# Хадли (Њујорк)
Хадли (енгл. Hadley) насељено је место без административног статуса у америчкој савезној држави Њујорк.

## Демографија
По попису из 2010. године број становника је 1.009.
| Група             | 2000.    | 2010.       |
| Белци             | 0 (0,0%) | 954 (94,5%) |
| Афроамериканци    | 0 (0,0%) | 15 (1,5%)   |
| Азијати           | 0 (0,0%) | 2 (0,2%)    |
| Хиспаноамериканци | 0 (0,0%) | 27 (2,7%)   |
| Укупно            | 0        | 1.009       |